# Albert Earl Godfrey
Albert Earl »Steve« Godfrey, kanadski letalski častnik, vojaški pilot in letalski as, * 27. julij 1890, Killarney, Manitoba, † 1. januar 1982, Kingston, Ontario.
Stotnik Godfrey je v svoji vojaški službi dosegel 14 zračnih zmag.

## Življenjepis
Med prvo svetovno vojno je bil sprva pripadnik Kraljevega letalskega korpusa, nato pa RAF.
Ob upokojitvi je imel naziv Air Vice-Marshal.

## Odlikovanja
- Military Cross (MC)